# Kathy Kacer
Kathy Kacer (Toronto, 6 de setembro de 1954) é uma escritora canadense.

## Biografia
Kacer nasceu em 1954, na cidade de Toronto, Ontario, e lançou seu primeiro livro em 1999. Tem um filho cantor, Jake Epstein.

## Prêmios e indicações
A escritora canadense venceu diversos prêmios por seus livros, incluindo Silver Birch, Golden Oak e Hackmatack.